# Spazio tra le cosce

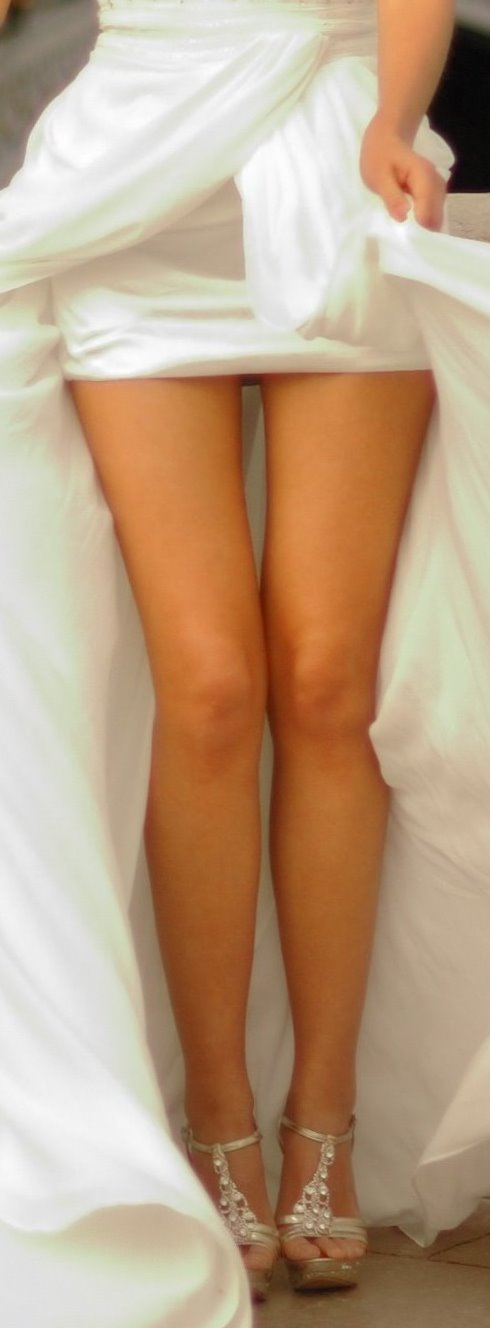
Donna che mostra lo spazio tra le cosce

Per spazio tra le cosce, chiamato anche thigh gap (neologismo derivante dall'inglese, con thigh che significa "coscia" e gap che significa "vuoto, varco"), s'intende lo spazio che si crea in alcune donne all'interno dei muscoli delle cosce stando in piedi con i piedi attaccati. È una moda estetica che richiede molto esercizio, diete estreme o interventi di chirurgia estetica. Questa forma delle gambe non è una caratteristica peculiare che appartiene a tutte le donne in maniera naturale e fisiologica e talvolta comporta, nonostante i numerosi sacrifici per ottenere lo spazio tra le cosce, il fallimento nell'ottenimento di tale caratteristica fisica.